# Mesosciera rubrinotata
Mesosciera rubrinotata là một loài bướm đêm trong họ Noctuidae.